# Кресс Арнольд Янович
Кресс Арнольд Янович (ест. Arnold Kress; нар. 28 серпня 1897, Ревель, Естонія — пом. 25 грудня 1974, Таллінн, Естонська РСР, СРСР) — інженер-організатор суднобудівної промисловості і вищої освіти, партійний діяч. Ректор Миколаївського кораблебудівного інституту (1935—1940).

## Життєпис
Народився 28 серпня 1897 року в місті Ревель (нині — місто Таллінн) в Естонії. У 1910 році закінчив міське училище.
Брав активну участь в революційних подіях в Естонії і Росії. Служив матросом на Балтійському флоті. У 1918 році брав участь в льодовій експедиції флоту Червоної армії за маршрутом Таллінн — Гельсінки — Петроград. У 1919—1923 роках воював в складі Червоної армії на Північному, Східному і Південному фронтах.
У 1919 році вступив в коммуністичну партію. Працював на російсько-балтійському суднобудівному заводі у Таллінні, з 1923 — машиністом у торговому флоті, пізніше — слюсарем на Красногорській паперовій фабриці у Московській області.
Після закінчення у 1935 році Ленінградської промислової академії, де навчався з 1930 року, був інженером-організатором суднобудівної промисловості.
У 1935—1940 роках займав посаду директора Миколаївського суднобудівного інституту. За часи свого головування зробив великий внесок у розбудову науково-дослідницької і соціальної бази закладу, зокрема під його керівництвом сформовано чітку організацію навчального процесу, побудовано окремий корпус для кафедри опору матеріалів і суднобудівного кабінету.
Сприяв розвитку наукових досліджень в інституті, зокрема із конструювання і проєктування суден. Організував лабораторію опору матеріалів, в якій проводили мехеханічні випробування мастильних матеріалів, дослідження механічних властивостей сталі за границею текучості тощо. За часи головування Кресса була утворена водна станція інституту. Поступово на ній почали з'являтися одна одною нові яхти. Незважаючи на зайнятість, Крес знаходив час бувати на станції, вникаючи у проблеми вузівських спортсменів. Саме завдяки його зусиллям інститут обзавівся десятьма яхтами, які брали участь у різноманітних змаганнях. 
Було спроєктовано і побудовано найбільшу на той час в СРСР парусну яхту «Арктика», на якій у 1938 році екіпаж, переважно з студентів, під керівництвом капітана Д. Червонооченко вирушив у плавання Чорним морем, пройшовши 2 500 миль.
Кресс розвивав не лише вітрильний спорт, в інституті культивувалися і інші види. Так у 1930-ті роки з'явилася команда волейболістів. У кораблебудівному інституті було чимало любителів боксу, для яких було придбано спеціальний інвентар, обладнано ринг.
Від жовтня 1940 року займав посаду завідувача відділу промисловості і транспорту ЦК КП Естонії, а в грудні того ж року переведений в комітет фізичної культури і спорту Естонської РСР.  
У 1942—1944 роках керував переведенням мобілізованих з Естонії з робочих батальйонів до Естонського стрілецького корпусу та набором вчених, художників, музикантів, спортсменів тощо на курси підготовки кадрів та в університети. Був ініціатором проведення змагань з боксу Естонської РСР у Москві 1942 року та серії змагань на приз Дружби 1944 року в Ленінграді. Згодом був переведений на посаду заступника голови Ради Міністрів Естонської РСР. 
З 1949 року заступник голови правління Естонської риболовецької судноремонтної промисловості. З 1959 року займав посаду директора науково-дослідницького інституту електротехніки.
Почесний член футбольного клубу Калев з 1963 року.
У 1964 році вийшов на пенсію. Помер 25 грудня 1974 року, похований на цвинтарі Метсакальмісту.